# Ghost Blows Out the Light
Gui Chui Deng (Ghost Blows Out the Light) (кит. «鬼吹灯», пиньинь: Guǐ Chuīdēng, букв. «Дух, задувающий свечу») — популярная серия китайских приключенческих романов, написанная автором Чжан Муэ (天下霸唱), известным под псевдонимом Тянься Бачан (天下霸唱). В кинематографических и телевизионных адаптациях название переводится на русский язык как «Свеча в гробнице». Серия сочетает элементы мистики, приключений и хоррора, погружая читателя в мир древних гробниц, загадочных артефактов и сверхъестественных явлений.
Полный цикл состоит из двух частей, включая в себя восемь томов, которые были изданы на упрощенном китайском языке издательством 安徽文艺出版社 (Анхуйское литературное издательство) в 2006-2008 гг. Однако в этих изданиях были сокращены тексты некоторых томов, содержащие элементы "ужасных сверхъестественных явлений" и "феодальных суеверий".

## Составные части цикла романов «Свеча в гробнице»
1. Первая часть:
  - 《精绝古城》 (Древний город Цзиньцзюэ)
  - 《龙岭迷窟》 (Лабиринт Драконьей горы)
  - 《云南虫谷》 (Долина червей в Юньнань)
  - 《昆仑神宫》 (Святыня Куньлунь)
2. Вторая часть:
  - 《黃皮子坟》 (Могила Ласки)
  - 《南海归墟》 (Возвращение в Южное море)
  - 《怒晴湘西》 (Ярость в Западном Хунане)
  - 《巫峡棺山》 (Горные гробницы в Уся)

Цикл романов «Свеча в гробнице» имеет неофициальное продолжение 《摸金校尉之九幽将军》 («Таинственные происшествия в Муе» / «Девять генералов нижнего мира»). Это произведение возникло из серии статей, которые Тянься Бачан публиковал на сайте 《南方都市报》(Southern Metropolis Daily) в рубрике "牧野专栏" («Колонка Муе»). Эти статьи посвящены разбору неразрешённых вопросов и загадок, связанных с миром «Свечи в гробнице«, и могут быть расценены как своего рода «гид» по её вселенной, а также как дополнительный материал для поклонников серии.

## Главные герои
1. Ху Байи (胡八一) — главный герой романа, рассказчик от первого лица. Родился в день основания Народно-освободительной армии (1 августа) в Фуцзяне, его первоначальное имя — Ху Цзяньцзюнь. Когда он пошел в детский сад, его отец заметил, что у многих детей такое же имя, и изменил его на Ху Байи. В 18 лет Ху Байи стал жертвой репрессий, и единственное, что у него осталось, — это книга клана грабителй могил Моцзинь с остатками текста о тайных методах фэншуй, которую он тайно сохранил. Он поехал работать в трудовой лагерь во Внутренней Монголии, вместе с другом по прозвищу "Толстяк" (王凯旋). Ху Байи временно служил в армии, а после трех месяцев обучения в учебном лагере его перевели на военную базу в горах Куньлунь. Позже, во время Вьетнамской войны, он нарушил военные правила по обращению с пленными и был уволен. Ху Байи сам изучил техники фэншуй и грабежа гробниц на основе уцелевшей книги.
2. Ширли Янг (杨雪莉) — американская китаянка, впечатляющая своей внешностью. Выросла в США, её характер сформирован под влиянием западной культуры; она открытая, щедрая и смелая. Ширли происходит из богатой семьи традиционных искателей приключений, её дедушка упоминается в романе как последний представитель клана грабителей могил Баншань. Она приехала в Китай, чтобы найти своего отца, который пропал во время экспедиции, и наняла Ху Байи и Ван Кайсюаня для своей команды. Ширли всегда тщательно готовит необходимое снаряжение для экспедиций и является надежной опорой для всех в трудных ситуациях.
3. Ван Кайсюань (王凯旋) — его настоящее имя Кайсюань, он вырос вместе с Ху Байи и был членом молодежного отряда. У него есть боязнь высоты, но он не боится других опасностей. В критические моменты он часто совершает ошибки, но в сложных ситуациях умеет находить нестандартные решения. Его вес составляет 196 фунтов. Ван Кайсюань начал участвовать в грабежах гробниц вместе с Ху Байи, когда они начали заниматься малым бизнесом.

## Сюжет
В центре повествования находится потомок клана Моцзинь Ху Байи и его команда, состоящая из разнообразных персонажей, каждый из которых имеет свои навыки и характеристики. Их динамика и взаимодействие являются важной частью сюжета. Сюжетные линии, рассказывая истории похождений четырёх кланов грабителей могил, часто переплетаются, добавляя глубину и сложность общей истории.
Действие романов разворачивается в эпоху Китайской Народной Республики. Дедушка главного героя Ху Байи из-за упадка семейного положения и собственной распущенной жизни был вынужден заняться расхищением могил. Его остановил опытный мастер фэншуй, который передал ему секретный фрагмент трактата «Шестнадцать иероглифов тайн инь-янь фэншуй». С помощью этих знаний можно не только постигать фэншуй и астрономию, но и обнаружить скрытые в горах древние гробницы. Эта книга, прошедшая через многие испытания, в конечном итоге попала в руки Ху Байи.
Во время кампании ««Ввысь в горы, вниз в сёла»» в эпоху Культурной революции Ху Байи вместе со своим другом Ван Кайсюанем по прозвищу Толстяк начинает первые искательские авантюры. В 1980-е годы Ху Байи и Ван Кайсюань после длительного перерыва были вынуждены вернуться к старому занятию, чтобы уегулировать проблемы в своём небольшом бизнесе по продаже видеокассет. Позже их поисковый опыт и знания фэншуй по рекомендации торговца антиквариатом были использованы археологом Ширли Янг и профессором Чэнь. Вчетвером они отправляются в захватывающее и опасное путешествие по крупным археологичеким объектам, расположенным в различных регионах Китая: в ледяных пещерах на хребте Куньлунь, в пустыне Такла-Макан — древнем городе Цзиньцзюэ. Экспедиция находит загадочный подземный город, связанный с исчезновением древнего племени, и сталкивается с многочисленными сверхъестественными явлениями, а также со странной болезнью, поразившей Ху Байи и Толстяка уже после событий в Цзиньцзюэ. 
Археологу Ширли Янг эта болезнь передалась через родителей от дедушки Чжэ Гу Шао, который был последним предводителем клана Баншань, все члены которого были с рождения носителями "проклятия красных пятен", так как являлись потомками легендарного племени, некогда правившего в затерянном городе Цзиньцзюэ. Целью существования клана Баньшань был поиск единственного лекарства от этой болезни - Жемчужины Му Чэнь (Жемчужина Бессмертия, Жемчужина праха и пыли). В поисках этого мифического средства Ху Байи, Ширли Янг и Ван Кайсюань побывают в провинции Шэньси — в запутанных пещерах Лунлин, в провинции Юньнань — в Змеином ущелье и Долине червей, а также в храмах и пещерах горной системы Куньлунь в Тибете, где на древних руинах они сталкиваются с тайнами подземного мира и загадками истории, постепенно раскрывая древние мистерии и заговоры. Окончательные поиски ради своего исцеления приведут героев в Три ущелья на реке Янцзы, одно из самых знаменитых природных чудес Китая.
Помимо роковой болезни главные герои на протяжении всего повествования сталкиваются с различными опасностями, такими как ловушки в гробницах, аномальные зоны, мифические существа и сверхъестественные силы. Эти элементы приключений создают напряжение и увлекают читателя. Каждая история содержит множество загадок, которые главные герои должны разгадать, что добавляет элемент детективной линии в повествование. В романах цикла "Свеча в гробнице" затрагиваются темы дружбы, предательства, храбрости и жертвы, что делает их не только увлекательными, но и глубокими с точки зрения эмоционального содержания.
Каждая книга цикла охватывает уникальную историю, связанную с поисками древних артефактов и разгадками тайн гробниц, которые в разные периоды китайской истории ведут четырё основных клана авантюристов и искателей сокровищ - кланы Моцзинь, Селин, Баншань и Фацин. В мире цикла романов "Свеча в гробнице" они представляют собой четыре основные школы грабителей могил, каждая из которых имеет свои уникальные методы, традиции и философию.
Клан Моцзинь (摸金,«Щупающие золото»). Самые искусные и уважаемые расхитители гробниц. Они следовали строгим правилам, например, не грабить одну гробницу дважды и всегда оставлять «дорогу для духов» (отверстие для выхода души). Использовали бронзовый амулет для нахождения входа в гробницы. При каждом посещении захоронения члены клана Моцзинь ставили свечу в определённый угол и наблюдали за пламенем. Если оно затухало, это означало одно: как можно скорее убраться восвояси от мести разгневанных призраков. С этим ритуалом связано название всего данного цикла романов.
Клан Селин (卸岭,«Перемещающие горы»). Организованные группы расхитителей, использовавшие силу и численное превосходство. Больше полагались на грубую силу, чем на ритуалы и правила. Имели военную структуру, похожую на шайку разбойников.
Клан Баншань (搬山,«Перекатывающие горы»). Ориентировались на поиск сокровищ в труднодоступных местах, например, в горах. Использовали тайные знания природы, геомантии и шаманские практики. Считалось, что их члены могли «общаться с духами».
Клан Фацин (发丘,«Раскапывающие холмы»). Обладали государственным статусом, выполняя официальные раскопки гробниц. Существовали якобы со времён династии Тан, действовали в интересах императора. Их эмблемой были железные когти, символизирующие их власть.

## Историческая основа
Хотя эти кланы вымышлены, их образы могли быть вдохновлены реальными группами китайских расхитителей гробниц, существовавших на протяжении веков. Например: Моцзянь действительно использовался как термин для воров-гробокопателей во времена династий Мин и Цин. Исторически существовали расхитители гробниц, которые использовали практики фэншуй и магию, но без строгого деления на школы. В некоторых китайских текстах упоминаются профессиональные искатели реликвий, но без четко оформленной структуры, как в "Свече в гробнице". Таким образом, эти кланы - литературная выдумка, основанная на реальных методах расхищения гробниц в Китае.

## Популярность и влияние
С момента первой публикации романы «Ghost Blows Out the Light» («Свеча в гробнице») приобрели огромную популярность в Китае и за его пределами. Серия стала культовой, породив множество адаптаций в различных медиаформатах. Успех книг также способствовал возрождению интереса к жанру приключенческой литературы, связанной с исследованием гробниц и древностей.
По мнению критиков, в произведении 《鬼吹灯》 («Свеча в гробнице») создаётся сильный элемент загадки, при этом к окончанию каждой сюжетной линии даётся логичное и убедительное объяснение, что обеспечивает ясность и последовательность повествования. Однако отмечается, что структура повествования остаётся однообразной.
В 2017 году серия романов «鬼吹灯» («Ghost Blows Out the Light») заняла 12-е место в рейтинге «2017猫片胡润原创文学IP价值榜» (2017 Mao Pian Hurun Original Literature IP Value List), составленном китайским изданием Hurun, который оценивает стоимость интеллектуальной собственности оригинальных литературных произведений.
Серия «Ghost Blows Out the Light» («Свеча в гробнице» часто сравнивается с другой популярной серией китайских романов — Daomu Biji («Записки расхитителя гробниц») Сюй Лэя. Обе серии посвящены теме исследования древних гробниц и содержат элементы мистики и приключений. Однако каждая из них имеет уникальный стиль и подход к повествованию.

## Экранизации

### Полнометражные игровые фильмы

#### Полнометражные фильмы (театральный прокат)
- 2015 - Хроники призрачного племени
- 2015 - Моцзинь: Забытая легенда
- 2018 - Моцзинь: Долина червя
- 2025 - Моцзинь: Охотники за легендами (англ.)

#### Полнометражные фильмы (веб-релиз / онлайн-релиз)
- 2019 - Моцзинь: Гроб в ущелье У
- 2019 - Моцзинь: Легенда Сянси (кит.)
- 2020 - Моцзинь: Легенда о царе Сянь из Долины червя (кит.)
- 2020 - Моцзинь: Храм Драконьего хребта (кит.)
- 2020 - Моцзинь: Загадочное сокровище (кит.)
- 2020 - Моцзинь: Святыня Куньлунь (кит.)
- 2021 - Моцзинь: Могила призраков (кит.)
- 2021 - Моцзинь: Могила хорька (кит.)
- 2021 - Моцзинь: Хранитель камня (TMDb)
- 2022 - Моцзинь: Древний город Кадота (TMDb)
- 2022 - Моцзинь: Сокровищница спящего дракона (MDL)
- 2022 - Моцзинь: Тайная гробница (IMDb)
- 2022 - Моцзинь: Возвращение в Южно-Китайское море // Расхитители гробниц южного моря // Расхитители гробниц: Зеркала призраков (IMDb)
- 2022 - Расхитители гробниц. Манускрипт дракона (IMDb)
- 2023 - Моцзинь: Прикосновение золотого талисмана (MDL)
- 2023 - Моцзинь: Гробница Лоп-Нор // Расхитители гробниц. Королева монстров (IMDb)
- 2023 - Расхитители гробниц. Страж императора (IMDb)
- 2024 - Легенда о дедушке Баи (MDL)
- 2025 - Великие стражи Гуаньшаня (TMDb)

##### Веб-фильмы по дополнительной главе «Таинственные происшествия в Муе»
- 2017 - Легенда Муе: Золотой леопард (MDL)
- 2018 - Легенда Муе: Волшебные глаза (MDL)
- 2020 - Легенда Муе: Драконья пещера в Циньлине (MDL)
- 2021 - Легенда Муе: В поисках дракона (MDL)
- 2021 - Тайна Муйе: Хранитель горы (MDL)
- 2022 - Легенда Муе: Селинский силач (MDL)
- 2022 - Легенда Муе: Красная жемчужина // Горный проводник (IMDb)

### Веб-сериалы
- 2016 - Свеча в гробнице: Коварная нечисть
- 2017 - Свеча в гробнице: Могила Ласки
- 2017 - Свеча в гробнице: Авантюра в Муе
- 2019 - Свеча в гробнице: Гнев времени
- 2020 - Свеча в гробнице: Затерянные пещеры
- 2021 - Свеча в гробнице: Долина червей
- 2022 - Свеча в гробнице: Святыня Куньлунь
- 2023 - Свеча в гробнице: Бездна Южного моря